# Ariana Marie
Ariana Marie   (Dallas, 15 de març de 1993) és una actriu, cam-girl i ballarina pornogràfica nord-americana. Va ser Miss novembre de 2014 a Penthouse Pet of the Month i ha estat nominada a nombrosos premis AVN, XBIZ Awards i altres premis del sector. Des del juny de 2019, Ariana té un contracte exclusiu d'un any com a actriu i model portaveu de Vixen.

## Biografia
Marie va néixer a Dallas, Texas en una família d'origen irlandès, alemany, belga i porto-riqueny. Té tres germans grans. Quan era petita, la seva família es va traslladar a Clearwater, Florida, per a la feina del seu pare, on va créixer i es va graduar. Després de treballar breument com a cambrera, va fer el seu debut a la indústria del porno el setembre de 2013, als 20 anys. La seva primera escena va ser per a PornPros amb Giselle Mari i Danny Mountain. A Marie li van pagar inicialment 1.200 dòlars per escena, una tarifa a "l'extrem més alt del rang estàndard actual", però el seu agent de reserves va cobrar una comissió del 40 %; Marie no sabia inicialment que això era molt superior a la comissió habitual del 10-20%. El següent agent de Marie va cobrar una tarifa més baixa, però també la va empènyer a actuar per menys salari per a empreses amb les quals era amic. Marie inicialment "es va centrar en el rodatge per a les companyies porno tradicionals", treballant per a estudis com Mile High, Bang Productions, Adam & Eve, Girlfriends Films, Kick Ass Pictures, Evil Angel, Pure Play Media i Pulse Distribution. I també ha actuat per a llocs com Mofos, Bang Bros, HD Passion, Digital Desire, Naughty America i Vixen.
El novembre de 2014, la revista Penthouse la va nomenar Penthouse Pet del mes. El mateix mes, va ser escollida com a Twistys Treat of the Month. El 2015, va ser nominada a diversos premis a la millor estrella nova de la indústria, inclosos els premis AVN i els premis XBIZ en aquesta categoria, i als premis AVN Awards a les categories Best Three-Way Sex Scene Girl / Girl / Boy per Keisha, i també Keisha Gray i Manuel Ferrara.
Després de diversos anys d'èxit a la indústria del cinema pornogràfic, Marie es va aventurar també en model de webcam. Un article de Maxim del 2017 sobre cam-girls va perfilar Marie, assenyalant que la seva casa està "equipada amb càmeres que ofereixen al seu públic una transmissió en directe des de gairebé totes les habitacions, inclosa la dutxa", i citant Marie dient que hi havia "un total de vuit, potser deu càmeres per tota la casa", amb "un senyal en vídeo que funciona les 24 hores al dia, els set dies de la setmana perquè els fans puguin veure un dia de la vida d'Ariana Marie". En una entrevista de la revista Glamour del 2017, Marie va declarar que "sempre li va anar bé a l'escola, i no cridava l'atenció. Així que, tot i que estic segur que podria haver arribat a la universitat, no sé si hauria tingut la paciència per fer-ho". També va parlar de com la seva carrera al cinema per a adults va millorar la seva situació financera:
| « | Since [getting into] the adult industry, I've been able to pay off all my debt, put thousands of dollars a month in savings, increase my credit score to near perfection, buy my own house and car, travel when and where I want, start several businesses, help friends and family in need, help pay for my own wedding, and live a comfortable, financially stress-free life. All of this before turning 25 years old. I cannot imagine that I could have accomplished this without my adult film career. | » |

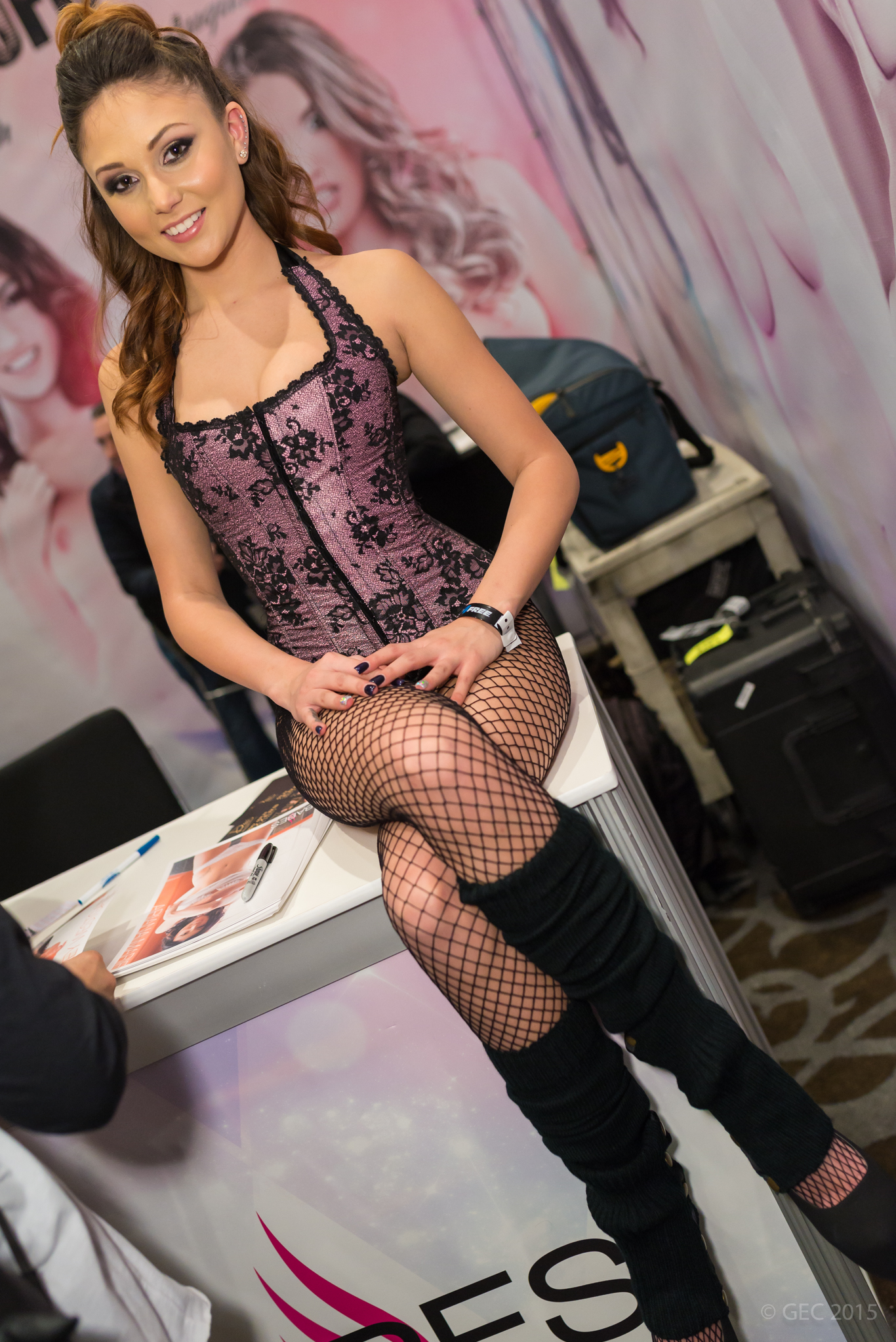
Ariana Marie a l'AVN Adult Entertainment Expo a Las Vegas el 22 de gener de 2015

El 2015, Marie va expressar el seu desacord amb les propostes de llei que obligarien els actors pornogràfics a utilitzar preservatius, assenyalant que són una distracció quan es filmen i expressant la seva confiança en el procés que els intèrprets passen per fer-se la prova de malalties de transmissió sexual. Marie va declarar en un article de Cosmopolitan del 2018 que el seu preservatiu preferit és Lifestyles SKYN, que Marie afirma que causa menys irritació que altres preservatius. Segons la Marie, "he fet mamades a nois que en portaven i ni tan sols oloro ni tasto res. Això em fa feliç, perquè normalment m'ennuego, però no amb aquests". L'agost de 2018, The Daily Dot la va nomenar una de les 30 estrelles porno més importants de la realitat virtual.
El 2019, Marie ha rodat més de 160 pel·lícules. Entre Twitter, Instagram i altres llocs de xarxes socials, Marie té "més d'un milió de seguidors combinats de xarxes socials". Té dos tatuatges al cos, inclòs un 15 per sobre del pit dret i el maluc esquerre. Està casada amb l'intèrpret adult jubilat Jack Spade. El 2019, Marie va fer públic que treballar amb la seva pròpia marca i fer contingut ella mateixa era més lucratiu que treballar per a altres productores, tot i que des de llavors ha continuat treballant per a aquestes productores de manera limitada amb el propòsit de "mantenir l'estatus i el reconeixement "dins de la indústria".

## Premis
| Any  | Cerimònia             | Resultat | Premi                                        | Obra                  |
| ---- | --------------------- | -------- | -------------------------------------------- | --------------------- |
| 2014 | Nightmoves            | nominada | Best New Starlet                             |                       |
| 2014 | Nightmoves Fan Awards | nominada | Best New Starlet                             |                       |
| 2015 | AVN Awards            | nominada | AVN Best New Starlet Award                   |                       |
| 2015 | AVN Awards            | nominada | Best threesome, female-male-female           | Keisha                |
| 2015 | AVN Awards            | nominada | Fan Prize: Most groundbreaking debut actress |                       |
| 2015 | XBIZ Awards           | nominada | Best revelation actress                      |                       |
| 2016 | AVN Awards            | nominada | Best threesome, female-male-female           | Slut Puppies 9        |
| 2016 | AVN Awards            | nominada | Best threesome, male-female-male             | Just Jillian          |
| 2016 | XBIZ Awards           | nominada | Best sex scene in an all sex movie           | Just Jillian          |
| 2017 | AVN Awards            | nominada | Best anal sex scene]                         | The Art of Anal Sex 2 |
| 2017 | AVN Awards            | nominada | Best lesbian sex scene                       | Let It Ride           |
| 2017 | AVN Awards            | nominada | Fan Award: Favorite female artist            |                       |
| 2017 | AVN Awards            | nominada | Fan Prize: Media Star                        |                       |
| 2017 | XBIZ Awards           | nominada | Best vignette movie sex scene                | The Art of Anal Sex 2 |
| 2018 | AVN Awards            | nominada | Best anal sex scene                          | Natural Beauties 2    |
| 2018 | AVN Awards            | nominada | Best threesome, male-female-male             | Nerds                 |
| 2018 | AVN Awards            | nominada | Best threesome, female-male-female           | The Art of Anal Sex 4 |
| 2018 | AVN Awards            | nominada | Fan Award: Favorite female artist            |                       |
| 2018 | XBIZ Awards           | nominada | Female artist of the year                    |                       |